# Jan Narbutt
Jan Narbutt Dowgiałło herbu Zadora (zm. ok. 1653 roku) – pisarz ziemski trocki w 1624 roku, podwojewodzi trocki w latach 1623–1625, sędzia grodzki wileński w 1621 roku.
Poseł na sejm 1624, 1627, 1628, 1631 roku. Poseł sejmiku trockiego na sejm nadzwyczajny 1629 roku.
Był elektorem Władysława IV Wazy z województwa trockiego w 1632 roku.